# Louis Baudin
Pour l’article ayant un titre homophone, voir Louis Bodin.
Pour l’article homonyme, voir Baudin.
Louis Baudin, né à Bruxelles le 2 mai 1887 et mort à Paris le 27 avril 1964, est un juriste et économiste français.

## Biographie

### Jeunesse et études
Louis Baudin est le fils du diplomate Jean Baudin et de Mathilde Roux de Vence. Il est le petit-fils de Désiré-Pierre Baudin (1809-1870) et de Louis Roux, ainsi que le petit-neveu de Charles-Émile Camoin de Vence.
Diplômé de l'École libre des sciences politiques en 1909, il est reçu docteur en droit l'année suivante. Il est admissible à l'inspection des finances en 1913. Il est toutefois engagé lors de la Première Guerre mondiale et est grièvement blessé en 1917, ne sortant de l'hôpital, grand mutilé de guerre, qu'en mai 1920.
Il profite de la situation pour continuer ses études. Il passe avec succès l'agrégation de sciences économiques, classé premier, en 1922.

### Parcours dans l'enseignement
Après l'obtention de l'agrégation, il devient chargé de cours à la faculté de droit de Dijon en 1920, avant d'y être nommé professeur titulaire en 1923.
Professeur à la faculté de droit de Paris à partir de 1937, il est membre du conseil de l'université de Paris. Il devient également professeur à l'École des hautes études commerciales. Il enseigne le droit public et administratif, l'économie politique, l'histoire de la pensée économique, la législation financière et celle financière;
En 1938, il est nommé expert pour la France au Comité fiscal de la Société des Nations.
Une figure du libéralisme français dans les années 1930-1960, il participe au colloque Walter Lippmann en 1938 et à de nombreuses conférences à travers le monde, et est hôte d'honneur au Congrès international d'histoire à Lima en 1951.
Il collabore à la Revue d'économie politique, à la Revue des sciences politiques, à la Revue Dalloz, à la Revue économique internationale, et dirige la publication d'un traité collectif d'économie politique chez Dalloz,
En 1948, il est nommé président de la Chambre de commerce franco-portugaise.
En 1951, il est élu membre de l'Académie des sciences morales et politiques en 1951. Il est également membre de la Société du Mont-Pèlerin et du comité supérieur du Centre des hautes études américaines, et préside la Société d'économie politique de 1946 à 1950 et l'Association française de science économique (AFSE) de 1955 à 1964,,,.

## Distinctions
- : Officier de la Légion d’honneur (1954)[8]
- : Médaille militaire
- : Croix de guerre 1914-1918
- Docteur honoris causa de plusieurs universités étrangères

## Principales publications
- La Législation fiscale espagnole (contributions directes et indirectes de l'État moins les douanes), thèse pour le doctorat, 1910
- L'Empire socialiste des Inka, 1928
- La Vie de François Pizarre, 1930
- Qu'est-ce que le crédit ? L'essor du crédit au XIXe siècle. L'ébranlement du crédit au XXe siècle. La crise actuelle., Paris 13e, Fernand Aubier - éditions Montaigne, coll. « Histoire du travail et de la vie économique », 1934 (lire en ligne [PDF]).
- La Monnaie et la formation des prix, 1936
- L'Utopie soviétique, 1937
- La Monnaie. Ce que tout le monde devrait en savoir, 1938
- La Réforme du crédit : deux conférences données au Conservatoire national des Arts et Métiers, 1938
- Le Système non règlementé des relations économiques internationales, source de paix ou de guerre ?, 1939
- Le Mécanisme des prix : trois conférences données à l'Institut supérieur des sciences économiques et financières de Lisbonne, 1940
- Le Corporatisme, Italie, Portugal, Allemagne, Espagne, France, 1941
- Études sur l'économie dirigée. I. L'Économie dirigée à la lumière de l'expérience américaine, 1941
- Études sur l'économie dirigée. II. La Consommation dirigée en France en matière d'alimentation, 1942
- Essais sur le socialisme. I. Les Incas du Pérou, 1942
- Précis d'histoire des doctrines économiques, conforme au programme de la partie générale du diplôme d'études supérieures d'économie politique de la Faculté de droit de Paris, 1942
- Manuel d'économie politique, 2 vol., 1942-1944
- Esquisse de l'économie française sous l'occupation allemande, 1945
- Frédéric Le Play, 1806-1882. Textes choisis et préface par Louis Baudin, 1947
- L'Aube d'un nouveau libéralisme, 1953
- La Vie quotidienne au temps des derniers Incas, 1955
- Frédéric Bastiat, 1962